# Halime Hatun
Halime Hatun (turco ottomano: حلیمه خاتون, lett. "la paziente" o "la gentile"; fl. XIII secolo) è stata una nobildonna ottomana, secondo la tradizione moglie di Ertuğrul e madre del primo sultano ottomano, Osman I.

## Tradizione e analisi storica
L'esistenza di Halime Hatun è controversa, non essendo citata in nessuna fonte documentale ed essendo nota come la moglie di Ertugrul e la madre dei suoi figli, fra cui Osman I, solo attraverso tradizioni orali e folklore. Per questo motivo, la maggior parte degli storici dichiara che la madre di Osman è "sconosciuta". 
Tuttavia, l'identità di Halime come madre del loro capostipite è stata riconosciuta e onorata dalla dinastia ottomana fino ad Abdulhamid II, che fece restaurare quella che è dai più considerata la tomba di Halime, a Söğüt, inaugurandola poi con una sontuosa cerimonia pubblica.

## Discendenza
Secondo la tradizione, fu la madre dei tre figli di Ertuğrul:
- Akbaşlı Gündüz Bey (1245 - 1306), ebbe almeno due figli e una figlia;
- Saru Batu Savci Bey (1249 - 1286), ebbe almeno due figli;
- Osman I (1254 ca. - 1326 ca.), fondatore dell'Impero ottomano e capostipite della sua dinastia.

## Presunte sepolture alternative

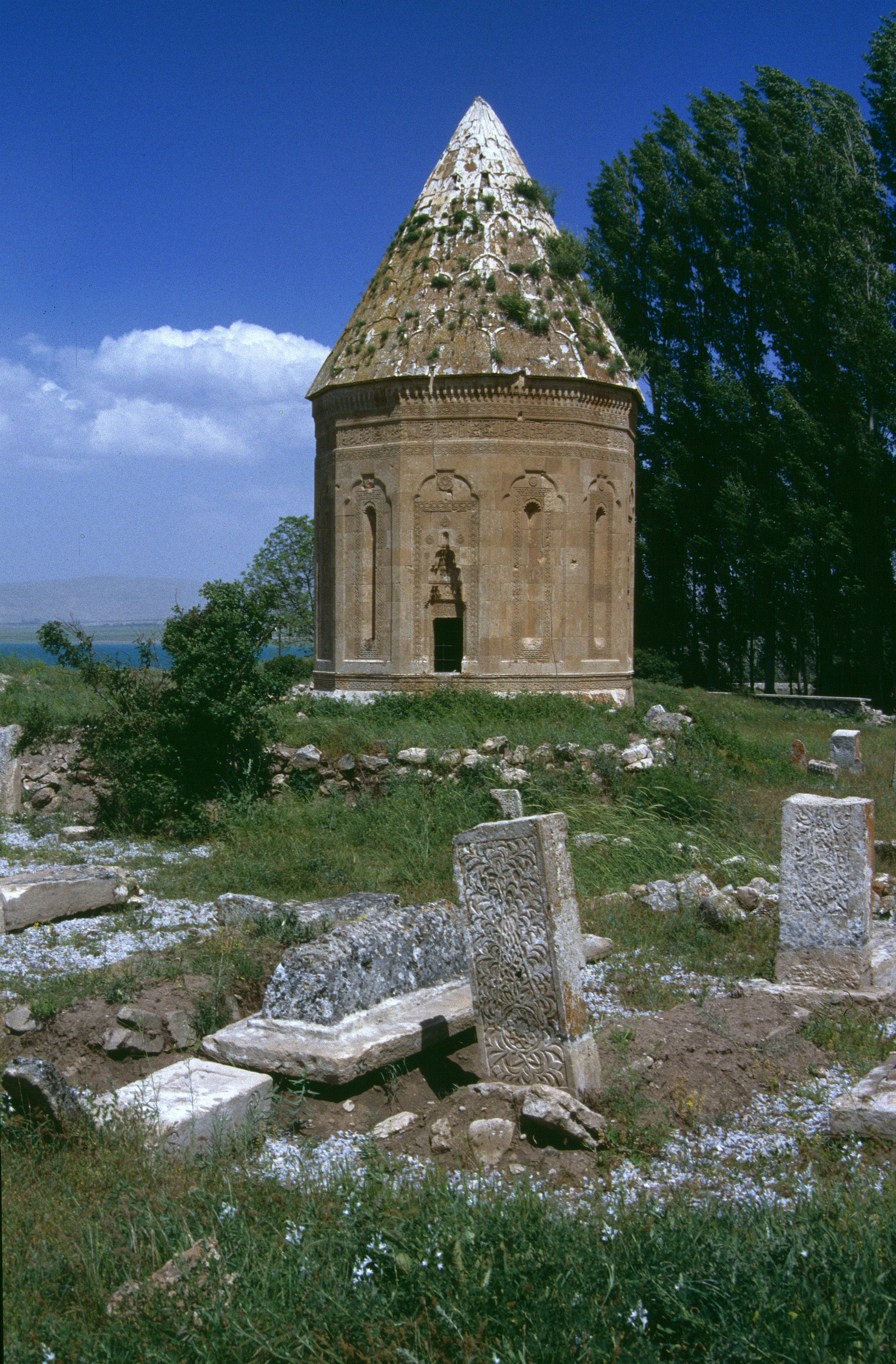
Tomba di "Halime Hatun" a Gevaş

Sebbene la tradizione riconosca la tomba di Söğüt come quella di Halime, esistono almeno due teorie alternative a questo. 
A Gevaş, esiste un mausoleo datato 1358 dedicato ad "Halime Hatun", una donna che viene dichiarata come la figlia di Melik Izeddin, sovrano selgiuchide della dinastia Karakoyunlu. 
Inoltre, secondo altri, la madre di Osman sarebbe sepolta a Domanic e il suo nome sarebbe piuttosto Hayme Hatun, sebbene solitamente questi siano considerati il nome e la sepoltura della madre di Ertugrul piuttosto che di sua moglie.

## Cultura popolare
- Nella serie TV turca Diriliş: Ertuğrul (2014), è interpretata dall'attrice Esra Bilgiç[16].